# طوني هونوري
طوني هونوري (بالإنجليزية: Tony Honoré)‏‏ (30 مارس 1921 في لندن - 26 فبراير 2019 ) مؤرخ قانوني، ومحامي، وأستاذ جامعي من المملكة المتحدة.

## الجوائز
- زمالة الأكاديمية البريطانية
- منحة رودس